# Burg Horburg
Die Burg Horburg ist eine abgegangene Höhenburg auf 680 m ü. NN beim Aussichtsturm „Etzenbacher Hütte“ auf der Etzenbacher Höhe des Weilers Etzenbach der Stadt Staufen im Breisgau im Landkreis Breisgau-Hochschwarzwald in Baden-Württemberg. Von der ehemaligen Burganlage ist nichts erhalten.